# 胡瓜魚科
胡瓜魚科，是輻鰭魚綱胡瓜魚目胡瓜魚總科的唯一一科。

## 分布
本科廣泛分布於北半球之溫帶及寒帶水域，包括北太平洋、北大西洋及北極海。少數種類分布於陸地之淡水域。

## 深度
水深0至300公尺。

## 特徵
本科魚口大，口裂達眼下，下頷稍長於上頷，兩頷、舌頭及口內骨骼皆長有細齒。體被細小圓鱗，但頭部無鱗片。背鰭後方有一枚脂鰭。各鰭皆無硬棘，臀鰭稍延長。背鰭短，位於體背中央或稍後方。腹鰭位於背鰭下之腹緣，體型均小且不易區分。

## 分類
胡瓜魚科下分7個屬，如下：

### 異胡瓜魚屬(Allosmerus)
- 長身異胡瓜魚(Allosmerus elongatus)

### 公魚屬(Hypomesus)
- 日本公魚(Hypomesus japonicus)
- 西太公魚(Hypomesus nipponensis)
- 池沼公魚(Hypomesus olidus)
- 海公魚(Hypomesus pretiosus)
- 越洋公魚(Hypomesus transpacificus)

### 毛鱗魚屬(Mallotus)
- 毛鱗魚(Mallotus villosus)

### 胡瓜魚屬(Osmerus)
- 胡瓜魚(Osmerus eperlanus)
- 亞洲胡瓜魚(Osmerus dentex)
- 美洲胡瓜魚(Osmerus mordax)
- 野胡瓜魚(Osmerus spectrum)

### 油胡瓜魚屬(Spirinchus)
- 長體油胡瓜魚(Spirinchus lanceolatus)
- 施氏油胡瓜魚(Spirinchus starksi)
- 油胡瓜魚(Spirinchus thaleichthys)

### 細齒鮭屬(蠟魚屬)(Thaleichthys)
- 太平洋細齒鮭(Thaleichthys pacificus)：又稱蠟魚。

## 生態
本科魚類多數為海水魚，少數為溯河洄游，或為純淡水魚。常成群活動，部分種類在海岸附近產卵外，部分魚種如鮭魚一般，須溯河至淡水域產卵。生殖期的雄魚體型與體色稍有改變，產卵量高，屬肉食性，以小型無脊椎動物為食。

## 經濟利用
為著名的食用魚，以鮮魚或乾製品販賣。